# Wilhelm Zimmermann (Politiker)
Wilhelm Zimmermann (* 15. Juli 1879 in Wittstock/Dosse; † nach 1950) war ein deutscher Politiker (LDP). Er war von 1946 bis 1950 Landtagsabgeordneter in Sachsen-Anhalt.

## Leben
Zimmermann studierte nach seinem Abitur Rechtswissenschaft; danach arbeitete er als Verwaltungsjurist. 
Zur Zeit der Weimarer Republik gehörte Zimmermann der DDP an und leitete ihre Ortsgruppe in Berlin-Lankwitz. Nach dem Zweiten Weltkrieg lebte Zimmermann in Wernigerode. Er trat in die LDP ein und leitete die dortige LDP-Ortsgruppe. Im Herbst 1945 wurde er, möglicherweise durch Erhard Hübener für ein Amt in der Regierung der damaligen Provinz Sachsen vorgeschlagen, die Sowjetische Besatzungsmacht lehnte aber eine Ernennung ab.
Bei der Landtagswahl in Sachsen-Anhalt 1946 wurde er in den Landtag gewählt. In diesem gehörte der dem Ausschuss für Kreis- und Gemeindeangelegenheiten ein. Als Abgeordneter sprach er sich gegen die Einführung der Planwirtschaft aus.
Im Frühjahr 1950 wurde Zimmermann aus der LDP ausgeschlossen. Am 27. April 1950 legte er sein Mandat nieder.